# Gloria Calero Albal
Gloria Isabel Calero Albal (Albacete, 1954) és una política valenciana d'origen manxec, alcaldessa de Sagunt (el Camp de Morvedre) entre 2003 i 2007, i actual senadora des de 2022.
Infermera de professió per la Universitat de Múrcia i especialista en Economia Social i Gestió de Serveis Sociosanitaris per la Universitat Politècnica de València inicia la seua carrera professional el 1974 a l'Hospital de Sagunt. El 2016 fou nomenada Directora Infermera del departament sanitari de Sagunt.
Militant del Partit Socialista del País Valencià (PSPV-PSOE), Calero ha estat regidora de l'Ajuntament de Sagunt des de 1995 a 2007, ocupant l'alcaldia de la ciutat durant el darrer període. El 2020 substituí al fins aleshores delegat del govern Juan Carlos Fulgencio i es va mantindre fins al juny de 2022 quan fou triada per les Corts Valencianes senadora territorial al Senat espanyol en substitució de Josefina Bueno, qui va renunciar per ser consellera d'Innovació de la Generalitat.